# Cmentarz prawosławny w Choroszczynce
Cmentarz prawosławny w Choroszczynce – czynna nekropolia wyznania prawosławnego w Choroszczynce, zarządzana przez parafię Świętych Apostołów Piotra i Pawła w Zahorowie.
Powstanie cmentarza datowane jest na II połowę XIX w. W jego obrębie znajduje się drewniana cerkiew cmentarna wzniesiona i wyświęcona w 1995.

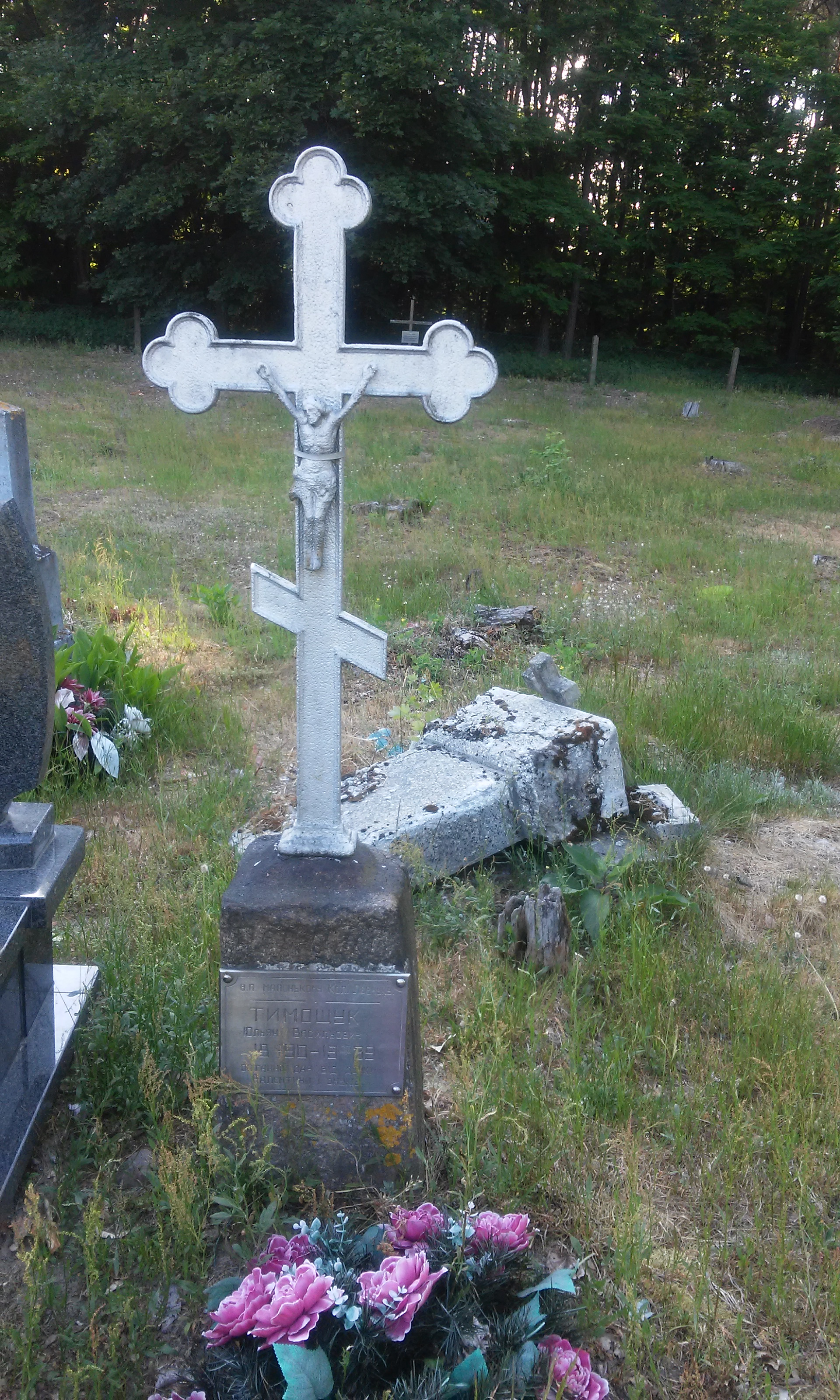
Nagrobek z metalowym krzyżem (przełom XIX–XX w.)
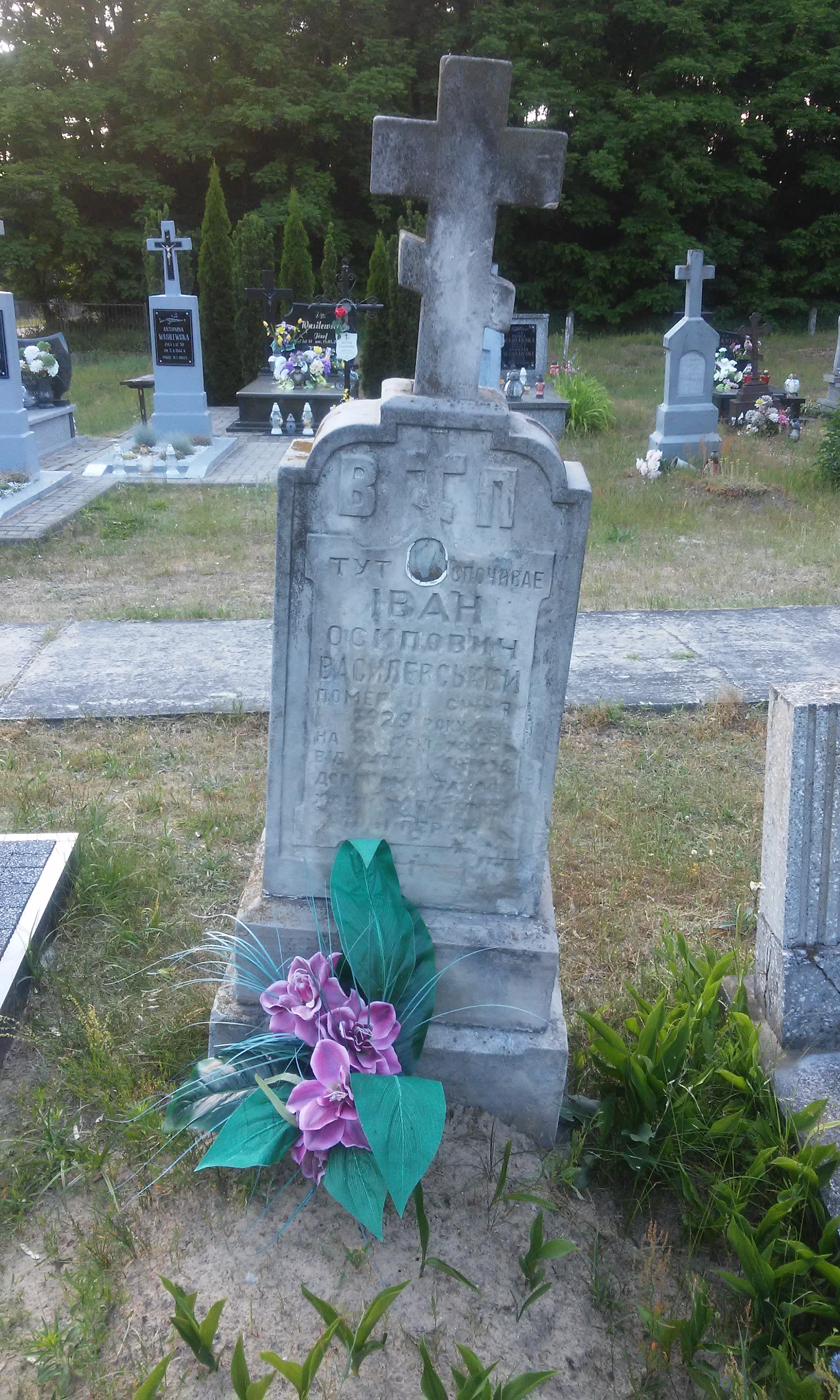
Nagrobek z okresu międzywojennego z inskrypcją w j. ukraińskim
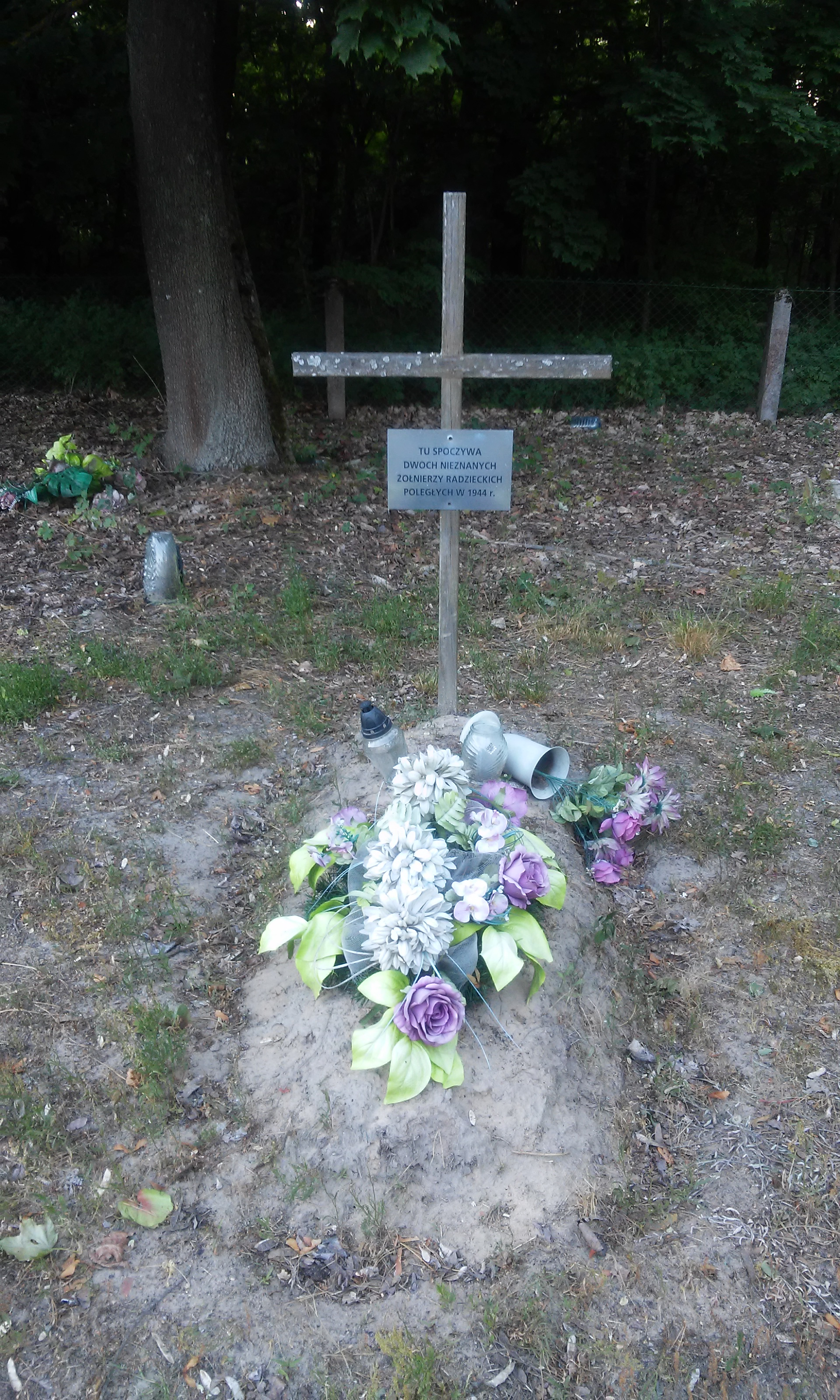
Grób dwóch nieznanych żołnierzy radzieckich